# John de Mol
Johannes Hendrikus Hubert „John“ de Mol (* 24. April 1955 in Den Haag) ist ein niederländischer Medienunternehmer.
Ende der 1990er Jahre entwickelte er das weltweit erfolgreiche TV-Format Big Brother. Er gehört heute zu den reichsten Niederländern.

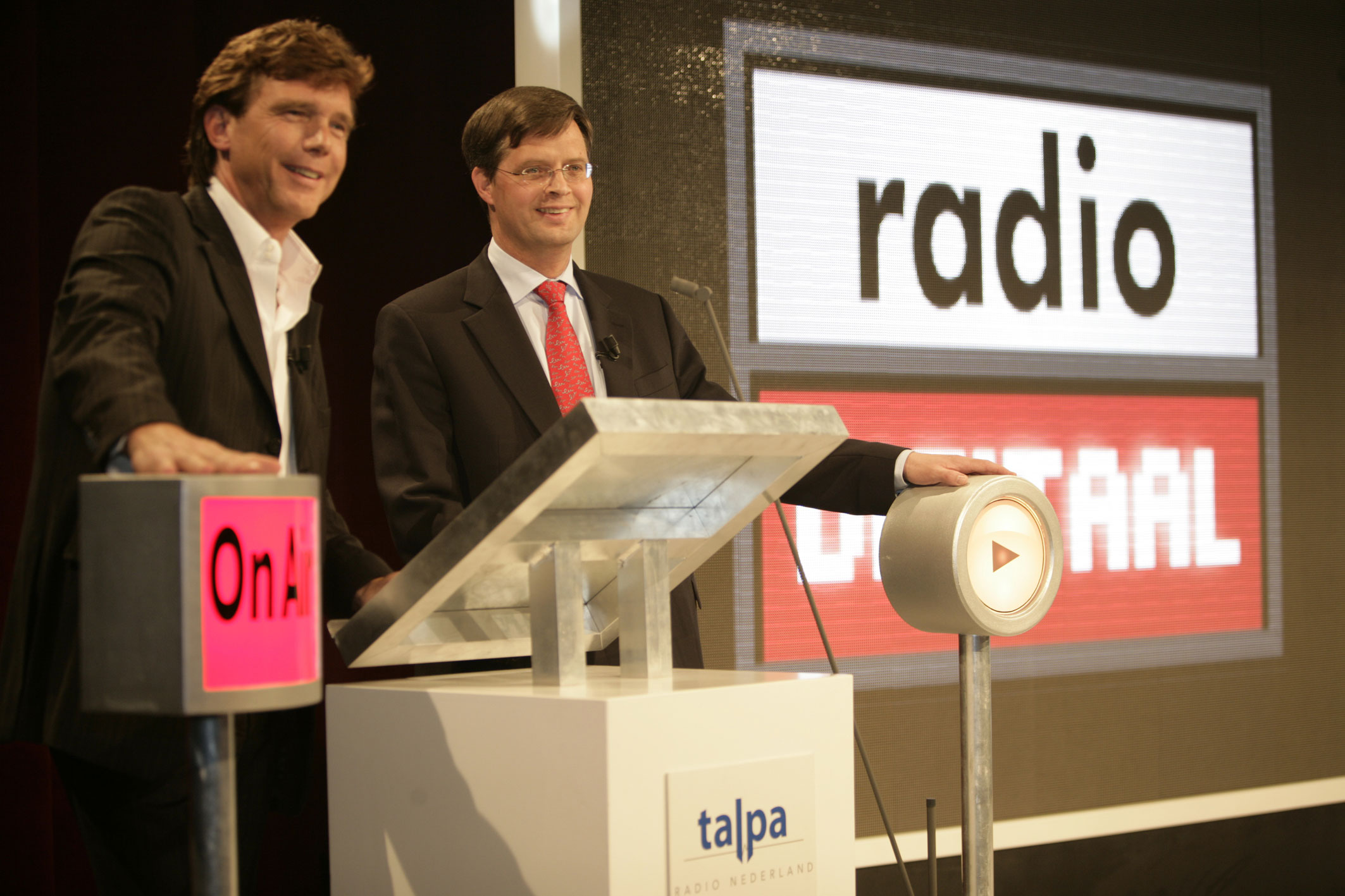
John de Mol (li.) mit Jan Peter Balkenende (2006)

## Leben
Sein Vater war der Schlagersänger und Musikunternehmer John de Mol sen. (1931–2013), seine Mutter war beim Rundfunk angestellt. Seine Schwester ist die Showmasterin Linda de Mol. Als Kind und Jugendlicher wollte er Profifußballer werden. Von 1976 bis 1980 war er mit Willeke Alberti verheiratet. 1979 wurde ihr Sohn Johnny de Mol geboren, der in den Niederlanden als Schauspieler, Discjockey und Unternehmer bekannt wurde. 2021 heiratete de Mol erneut.
In den Jahren 2013/2014 wurden Linda und John de Mol Opfer einer Erpressung. Für die Tat wurde 2015 ein 71 Jahre alter demenzkranker Niederländer zu einer Bewährungsstrafe von zehn Monaten verurteilt.

## Karriere
1973 beendete de Mol die Realschule und fing als Radio-Moderator und DJ bei Radio Noordzee an. Danach arbeitete er fünf Jahre beim staatlichen Fernsehsender TROS. 1979 gründete er seine erste eigene Fernsehproduktions-Firma.
1994 entstand aus der Fusion mit der konkurrierenden Produktionsgesellschaft von Joop van den Ende die Endemol Entertainment, die 1996 an die Amsterdamer Börse ging. Im Frühjahr 2000 verkauften de Mol und van den Ende Endemol auf dem Höhepunkt der Börsen-Hausse für rund 5,5 Milliarden Euro an den spanischen Telekomkonzern Telefónica. De Mol blieb noch fünf Jahre Chief Creative Director.
2005 gründete er den neuen Fernseh-Kanal Talpa (nach der zoologischen Bezeichnung der Gattung der Maulwürfe benannt).
Mitte Mai 2007 kaufte de Mol die Produktionsfirma Endemol für 2,63 Milliarden Euro zurück. Gemeinsam mit Berlusconis Konzern Mediaset und der US-Bank Goldman Sachs übernahm de Mol 75 Prozent der Endemol-Anteile, die zuletzt in der Hand des spanischen Telekommunikationskonzerns Telefónica waren.
Zudem hat John de Mol verschiedene Investments getätigt, u. a. in den niederländischen Automobilhersteller Spyker.
De Mols Vermögen wird (Stand: Oktober 2023) vom Forbes Magazine auf 1,7 Mrd. US-Dollar geschätzt, womit er zu den 2000 reichsten Menschen der Welt gehört.

## Zitate
„John de Mol war immer ein Vorbild für mich. […] Toller Typ.“